# Tamszikit
Tamszikit (arab. تامشكط, fr. Tamchekett) – miasto w południowej Mauretanii, w prowincji Haud al-Gharbi, ok. 2 tys. mieszkańców (stan z roku 2000). Na północ od miasta znajdują się ruiny Audaghust.